# Thorndale (Metro de Chicago)
Thorndale es una estación en la línea Roja del Metro de Chicago. La estación se encuentra localizada en 1118 West Thorndale Avenue en Chicago, Illinois. La estación Thorndale fue inaugurada el 14 de febrero de 1915.  La Autoridad de Tránsito de Chicago es la encargada por el mantenimiento y administración de la estación.

## Descripción
La estación Thorndale cuenta con 1 plataforma central y 4 vías. 

## Conexiones
La estación es abastecida por las siguientes conexiones: 
- Rutas del CTA Buses: #36 Broadway #136 Sheridan/LaSalle Express